# Tratado de Corbeil (1326)
O Tratado de Corbeil (1326) renovou a Antiga Aliança entre a França e a Escócia. Confirmou a obrigação de cada estado de se juntar ao outro na declaração de guerra se um deles fosse atacado pela Inglaterra. A delegação (delegação) da Escócia (então sob o domínio de Robert the Bruce) foi liderada por Thomas Randolph, 1º Conde de Moray.